# Coppa Svizzera 1964-1965
La Coppa Svizzera 1964-1965 è stata la 40ª edizione della manifestazione calcistica. È iniziata l'8 settembre 1964 e si è conclusa il 19 aprile 1965. Questa edizione della coppa vide la vittoria finale del Sion.

## Regolamento
Partecipano 428 squadre. Una prima fase preliminare vede impegnate squadre di Seconda e Terza Lega, di queste ne rimarranno 72 che parteciperanno al Primo Turno Eliminatorio che segnerá l'inizio della seconda fase dove entreranno in lizza le 36 squadre di Prima Lega (Secondo Turno Eliminatorio) e le 28 squadre di Lega Nazionale A e B (Trentaduesimi di Finale).
Turni ad eliminazione diretta in gara unica. Le partite terminanti in paritá dopo i tempi supplementari, potranno rigiocarsi una sola altra volta, se persiste il pareggio, si ricorre ad un sorteggio per stabilire la squadra qualificata al prossimo turno.

## Squadre partecipanti

### 2º Turno Eliminatorio
| Squadra 1                   | Risultato     | Squadra 2                   |
| --------------------------- | ------------- | --------------------------- |
| 27 settembre 1964           |               |                             |
| Arbon                       | 2 - 5         | Rorschach                   |
| Altstetten                  | 1 - 4         | Turgi                       |
| Blue Stars Zurigo           | 1 - 2         | Oerlikon/Polizei            |
| Bienne-Boujean              | 4 - 2         | Langenthal                  |
| Bodio                       | 2 - 4(d.t.s.) | Giubiasco                   |
| Breitenbach                 | 11 - 1        | Klus/Balsthal               |
| Burgdorf                    | 4 - 0         | Olten                       |
| Court                       | 0 - 8         | Yverdon                     |
| Delémont                    | 1 - 0         | Buchs                       |
| Emmenbrücke                 | 6 - 1         | Melano                      |
| Étoile Carouge              | 4 - 3         | Bulle                       |
| Fontainemelon               | 2 - 3         | Schöftland                  |
| Friburgo                    | 3 - 2         | Chênois                     |
| Glarus                      | 2 - 3         | Vaduz                       |
| Hauterive                   | 6 - 2         | Malley                      |
| Helvetia Berna              | 0 - 2         | Forward Morges              |
| Kickers Lucerna             | 3 - 0         | Zugo                        |
| Küsnacht                    | 3 - 2         | Red Star Zurigo             |
| Lachen/Altendorf            | 4 - 3         | Widnau                      |
| Locarno                     | 4 - 0         | Cham                        |
| Madretsch                   | 2 - 3         | Neuchâtel Xamax             |
| Martigny                    | 3 - 1         | Assens                      |
| Minerva Berna               | 6 - 0         | Boudry                      |
| Nordstern                   | 0 - 3(d.t.s.) | Trimbach                    |
| Oberwinterthur              | 1 - 4         | Dietikon                    |
| Old Boys Basilea            | 1 - 0         | Gerlafingen                 |
| Raron                       | 2 - 1         | Onex                        |
| Renens                      | 2 - 0         | Victoria Berna              |
| Röschenz                    | 2 - 3         | Concordia Basilea           |
| Stade Payerne               | 1 - 4         | Stade Lausanne              |
| Vevey                       | 8 - 0         | Lalden                      |
| Wettingen                   | 3 - 0         | Template:Calcio Post Zürich |
| Wetzikon                    | 1 - 2(d.t.s.) | Wohlen                      |
| Zofingen                    | 2 - 3         | Alle                        |
| San Gallo                   | 2 - 2(d.t.s.) | SCI Juventus Zurigo         |
| Versoix                     | 2 - 2(d.t.s.) | Stade Nyonnais              |
| 1 ottobre 1964(Ripetizione) |               |                             |
| Stade Nyonnais              | 9 - 1         | Versoix                     |
| 6 ottobre 1964(Ripetizione) |               |                             |
| San Gallo                   | 3 - 1         | SCI Juventus Zurigo         |

### Trentaduesimi di Finale
| Squadra 1                                                | Risultato     | Squadra 2          |
| -------------------------------------------------------- | ------------- | ------------------ |
| 11 ottobre 1964                                          |               |                    |
| Baden                                                    | 2 - 3         | Vaduz              |
| Basilea                                                  | 6 - 1         | Locarno            |
| Bellinzona                                               | 2 - 0         | Kickers Lucerna    |
| Bienne-Boujean                                           | 1 -2          | Berna              |
| Chiasso                                                  | 1 - 0         | Concordia Basilea  |
| Dietikon                                                 | 0 - 8         | Zurigo             |
| Emmenbrücke                                              | 3 - 0         | Giubiasco          |
| Étoile Carouge                                           | 2 - 1         | Cantonal Neuchâtel |
| Friburgo                                                 | 0 - 1(d.t.s.) | Delémont           |
| Grenchen                                                 | 3 - 1         | Hauterive          |
| Küsnacht                                                 | 1 - 5         | Young Fellows      |
| La Chaux-de-Fonds                                        | 14 - 1        | Forward Morges     |
| Lachen/Altendorf                                         | 1 - 5         | Brühl              |
| Losanna                                                  | 9 - 0         | Martigny           |
| Lugano                                                   | 6 - 0         | Schöftland         |
| Moutier                                                  | 1 - 4         | Minerva Berna      |
| Neuchâtel Xamax                                          | 1 - 4         | Bienne             |
| Oerlikon/Polizei                                         | 5 - 2         | Turgi              |
| Old Boys Basilea                                         | 1 - 4         | Lucerna            |
| Porrentruy                                               | 4 - 1(d.t.s.) | Breitenbach        |
| Raron                                                    | 1 - 4         | Urania Ginevra     |
| Renens                                                   | 0 - 7         | Sion               |
| San Gallo                                                | 3 - 6         | Grasshoppers       |
| Sciaffusa                                                | 3 - 0         | Rorschach          |
| Servette                                                 | 12 - 2        | Vevey              |
| Soletta                                                  | 0 - 2         | Trimbach           |
| Young Boys                                               | 3 - 1         | Alle               |
| Yverdon                                                  | 5 - 1         | Versoix            |
| Winterthur                                               | 0 - 2         | Wettingen          |
| Wohlen                                                   | 3 - 4         | Aarau              |
| Burgdorf                                                 | 1 - 1(d.t.s.) | Thun               |
| Le Locle-Sports                                          | 1 - 1(d.t.s.) | Stade Lausanne     |
| 14 ottobre 1964(Ripetizione giocata a La Chaux-de-Fonds) |               |                    |
| Stade Lausanne                                           | 4 - 5         | Le Locle-Sports    |
| 21 ottobre 1964(Ripetizione)                             |               |                    |
| Thun                                                     | 1 - 2         | Burgdorf           |

### Sedicesimi di Finale
| Squadra 1        | Risultato     | Squadra 2         |
| ---------------- | ------------- | ----------------- |
| 1 novembre 1964  |               |                   |
| Basilea          | 3 - 1         | Berna             |
| Chiasso          | 2 - 1         | Brühl             |
| Delémont         | 3 - 0         | Trimbach          |
| Emmenbrücke      | 1 - 2         | Young Fellows     |
| Grasshoppers     | 2 - 0         | Bellinzona        |
| Grenchen         | 0 - 6         | Servette          |
| Le Locle-Sports  | 3 - 0         | Étoile Carouge    |
| Losanna          | 3 - 1         | Bienne            |
| Minerva Berna    | 2 - 1         | Burgdorf          |
| Oerlikon/Polizei | 1 - 0         | Sciaffusa         |
| Porrentruy       | 2 - 0         | Aarau             |
| Sion             | 2 - 1         | Urania Ginevra    |
| Vaduz            | 1 - 4         | Lucerna           |
| Wettingen        | 1 - 4         | Young Boys        |
| Yverdon          | 3 - 6(d.t.s.) | La Chaux-de-Fonds |
| Zurigo           | 0 - 1         | Lugano            |

### Ottavi di Finale
| Squadra 1                     | Risultato     | Squadra 2        |
| ----------------------------- | ------------- | ---------------- |
| 6 dicembre 1964               |               |                  |
| Basilea                       | 3 - 2         | Losanna          |
| La Chaux-de-Fonds             | 2 - 3         | Le Locle-Sports  |
| Lucerna                       | 2 - 4         | Grasshoppers     |
| Minerva Berna                 | 3 - 0         | Porrentruy       |
| Servette                      | 8 - 0         | Chiasso          |
| Sion                          | 2 - 0(d.t.s.) | Young Fellows    |
| Delémont                      | 1 - 1(d.t.s.) | Oerlikon/Polizei |
| 27 dicembre 1964              |               |                  |
| Young Boys                    | 2 - 1         | Lugano           |
| 27 dicembre 1964(Ripetizione) |               |                  |
| Oerlikon/Polizei              | 2 - 4(d.t.s.) | Delémont         |

### Quarti di Finale
| Squadra 1        | Risultato     | Squadra 2       |
| ---------------- | ------------- | --------------- |
| 27 dicembre 1964 |               |                 |
| Basilea          | 3 - 1(d.t.s.) | Grasshoppers    |
| Servette         | 2 - 1         | Le Locle-Sports |
| Sion             | 4 - 1         | Minerva Berna   |
| 10 gennaio 1965  |               |                 |
| Delémont         | 0 - 2         | Young Boys      |

### Semifinali
| Squadra 1     | Risultato | Squadra 2 |
| ------------- | --------- | --------- |
| 7 marzo 1965  |           |           |
| Basilea       | 2 - 3     | Sion      |
| 14 marzo 1965 |           |           |
| Young Boys    | 0 - 2     | Servette  |

### Finale
| Arbitro: | Keller (Basilea) |

|                                                                                        |            | |
| Georgy 13’ Gasser 84’                                                                  | Marcatori  | 89’ Daina                                                                                             |
| Vidinić Jungo Meyland Perroud Roesch Sixt Stockbauer Mantula Georgy (C) Quentin Gasser | Formazioni | Barlie Maffiolo (C) Mocellin Schnyder Kaiserauer Pazmandy Nemeth Bosson Daina Vonlanthen Schindelholz |
| Mantula                                                                                | Allenatori | Leduc                                                                                                 |